# Pletholax gracilis
Pletholax gracilis — вид геконоподібних ящірок родини лусконогових (Pygopodidae). Ендемік Австралії. Pletholax edelensis раніше вважався підвидом Pletholax gracilis, однак був визнаний окремим видом.

## Поширення і екологія
Pletholax gracilis мешкають на західному узбережжі Західної Австралії в районі затоки Шарк-Бей. Вони живуть на прибережних пустищах. Ведуть риючий спосіб життя, відкладають яйця.